# Callejón del oro

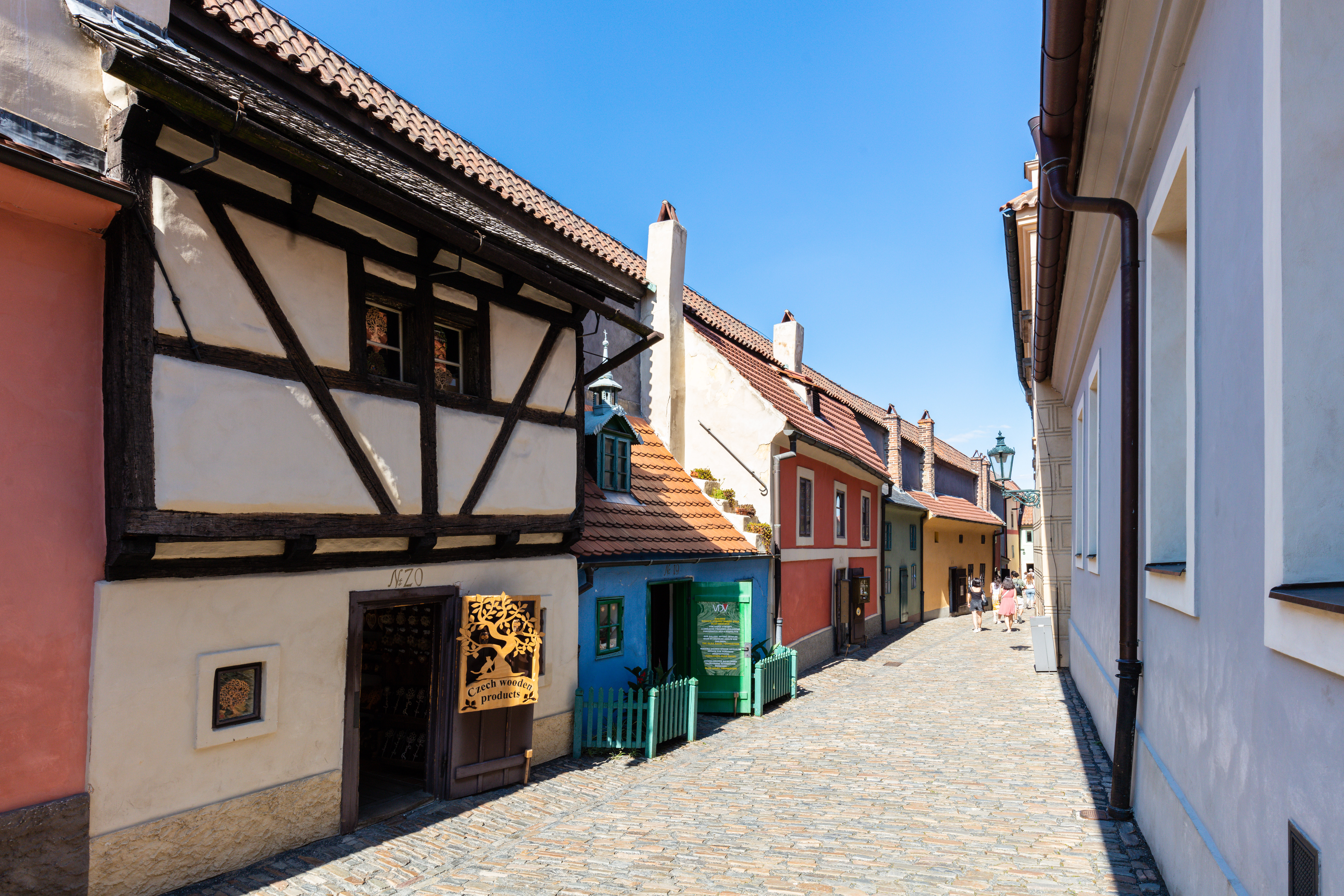
Callejón del oro

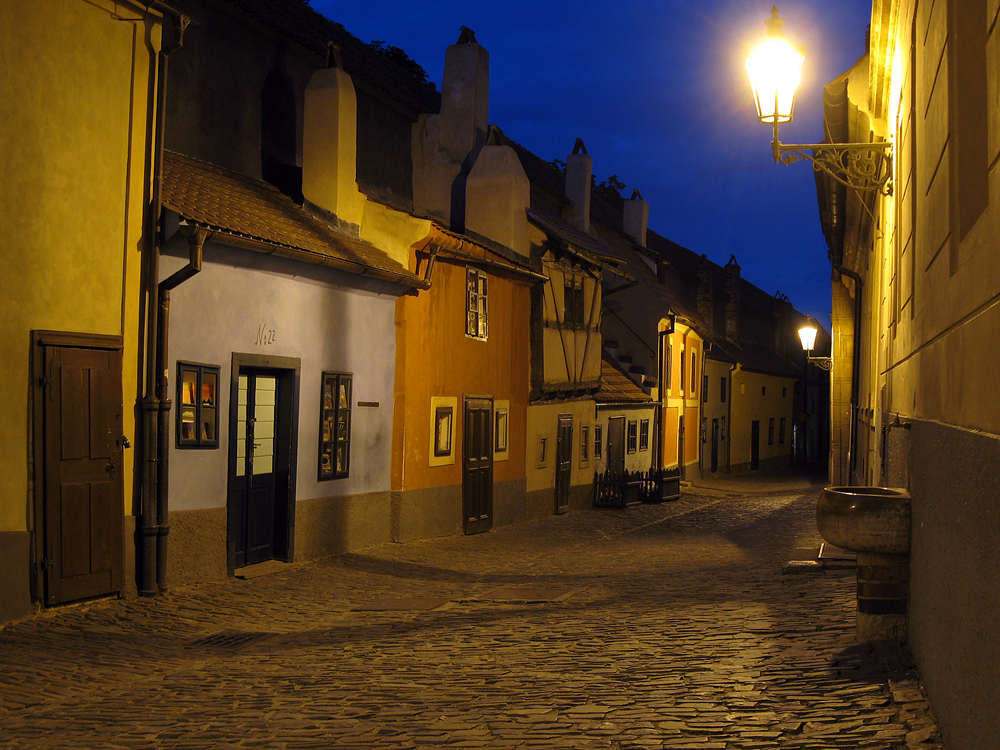
Zlatá ulička al anochecer.

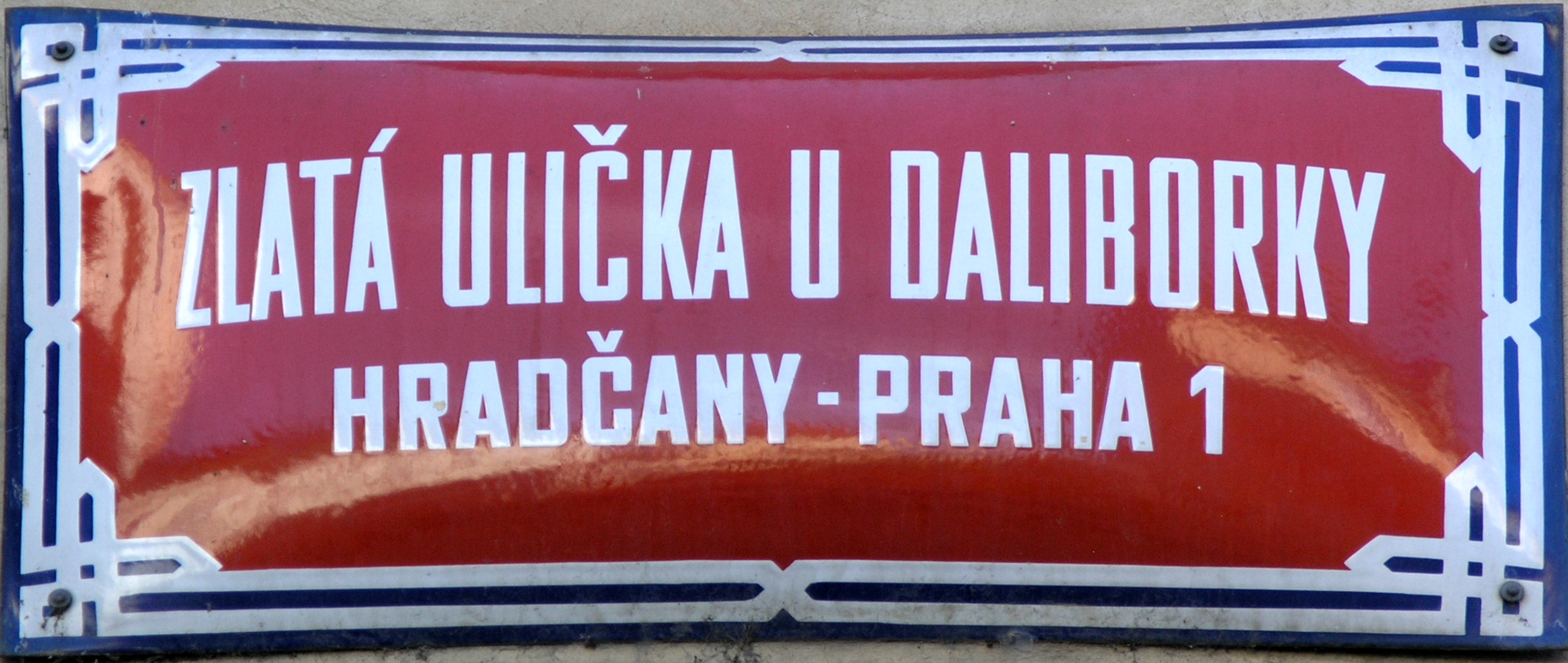
El letrero del callejón.

El Callejón del oro (Zlatá ulička en checo) es una célebre calle de Praga ubicada al lado del Castillo de Praga en el distrito de Hradcany. Se caracteriza por poseer una fila de once coloridos edificios relativamente bajos, que fueron construidos con un estilo manierista a finales del siglo XVI, para albergar en un principio a los veinticuatro guardias del emperador Rodolfo II de Habsburgo (1555 – 1612) y sus respectivas familias.
El callejón le debe su nombre a los orfebres que más tarde vivieron en dicho lugar. También se le conoce como “la calle de los alquimistas” debido a una leyenda que cuenta que allí se alojaron unos alquimistas (en realidad se trata de otra calle más cercana) que intentaron transformar el hierro en oro para el rey Rodolfo II y producir la piedra filosofal y el elixir de la vida. 
Más adelante, en esta misma calle residieron famosos escritores como Franz Kafka y el ganador del premio Nobel Jaroslav Seifert durante un breve periodo de tiempo.
Hoy en día es uno de los lugares más visitados de la capital de la República Checa, en el que se encuentran galerías y tiendas de souvenirs. Todo el callejón  disfruta de gran popularidad entre los turistas, lo que se debe a su aspecto de cuento de hadas con casas de tonos pastel de pequeñas ventanas y puertas.

## Ubicación
El Callejón del oro está situado en la parte nororiental del Castillo de Praga y al sureste de los Jardines Reales. Ubicada al lado del Convento de San Jorge, limita con la Torre Blanca (Bílá věž) al oeste y con la Torre Daliborka (Daliborka) y la Torre Negra (Černá věž) en la zona este.

## Historia

### Construcción
En 1597, Rodolfo II de Habsburgo dio la orden de construir algunos edificios para albergar a los veinticuatro guardias reales y a sus familias. El emplazamiento de estas casas se debió probablemente a la falta de espacio en las zonas alrededor del Castillo de Praga o tal vez al descontento de la abadesa del Convento de San Jorge que se quejaba del comportamiento de estos hombres.

### SigloXX
En 1916, el escritor Franz Kafka se trasladó al Callejón del oro junto con su hermana Ottla, concretamente al número 22. Su estancia fue de apenas un año y fue allí donde escribió el relato Un médico rural. En esta, la más reconocida de las casitas del callejón, se ha instalado una librería para honrar a su más destacado residente, el Dr. Franz Kafka, escritor judío alemán y abogado de seguros, que cuando vivió allí contaba 33 años.

### SigloXXI
Desde mayo de 2010, el callejón ha experimentado una amplia labor de restauración. Este trabajo permitió la apertura de una exposición dedicada a su historia desde 1600 a 1956. El Callejón del oro se abrió de nuevo al público el 1 de junio de 2011.